# Steinakirchen am Forst
Steinakirchen am Forst är en ort och kommun  i Österrike. Den ligger i distriktet Scheibbs i förbundslandet Niederösterreich, 100 km väster om huvudstaden Wien.
Kommunen består av 29 orter (Ortschaften) (inom parentes invånarantal 1 januari 2024):

- Altenhof (58)
- Amesbach (22)
- Brandstatt (18)
- Dürnbach (20)
- Edelbach (30)
- Edla (32)
- Ernegg (14)
- Felberach (31)
- Götzwang (144)
- Haberg (55)
- Hausberg (40)
- Kerschenberg (10)
- Kleinreith (5)
- Knolling (157)
- Lonitzberg (90)
- Oberstampfing (20)
- Ochsenbach (40)
- Oed bei Ernegg (61)
- Oedt (13)
- Reith bei Weinberg (32)
- Schollödt (28)
- Schönegg (51)
- Steinakirchen am Forst (918)
- Straß (12)
- Stritzling (49)
- Unterstampfing (27)
- Windpassing (48)
- Zehetgrub (38)
- Zehethof (241)